# Michele Bonacina
Michele Bonacina (1996) es un deportista italiano que compite en triatlón y duatlón.
Ganó una medalla de oro en el Campeonato Mundial de Triatlón Campo a Través de 2024 y una medalla de oro en el Campeonato Europeo de Triatlón Campo a Través de 2023. Además, obtuvo una medalla de oro en el Campeonato Mundial de Duatlón Campo a Través de 2024.

## Palmarés internacional
| Campeonato Mundial | Campeonato Mundial      | Campeonato Mundial | Campeonato Mundial |
| Año                | Lugar                   | Medalla            | Prueba             |
| ------------------ | ----------------------- | ------------------ | ------------------ |
| 2024               | Townsville (Australia)  | Medalla de oro     | Individual         |
| Campeonato Europeo |                         |                    |                    |
| Año                | Lugar                   | Medalla            | Prueba             |
| 2023               | Riva del Garda (Italia) | Medalla de oro     | Individual         |

| Campeonato Mundial | Campeonato Mundial     | Campeonato Mundial | Campeonato Mundial |
| Año                | Lugar                  | Medalla            | Prueba             |
| ------------------ | ---------------------- | ------------------ | ------------------ |
| 2024               | Townsville (Australia) | Medalla de oro     | Individual         |